# No Estranho Planeta dos Seres Audiovisuais
No Estranho Planeta dos Seres Audiovisuais é uma série de televisão brasileira, idealizada por Cao Hamburger, escrita e dirigida por Paulinho Caruso e Teo Poppovic. A produção da série foi uma co-produção entre a Caos Produções e a Primo Filmes.
Renata Gaspar interpreta uma apresentadora, que dialoga com três telespectadores "sedentários e imbecilizados", que compõem a série, juntamente com beduínos, homens das cavernas, e uma família iraniana.

## O programa
Em 16 episódios, No Estranho Planeta dos Seres Audiovisuais explora a relação do homem contemporâneo com o universo audiovisual. Os temas dos programas:
- Programa Piloto

De onde vem a mania do ser humano por imagens em movimento?  Para onde ela está indo?  Algumas respostas são sugeridas por Fernando Meirelles,  Esmir Filho,  Arlindo Machado e pelo Cao Hamburger,  cineasta idealizador da série.
- Verdade

Através da relação entre o registro e a realidade,  discutimos o conceito de verdade no audiovisual,  começando em Jesus Cristo e acabando em Tropa de Elite,  passando pelos irmãos Lumiere.
- Realidade

 Em uma espécie de continuação do episódio anterior,  a discussão agora é sobre a questão da realidade instantânea no audiovisual. O  “aqui e agora”  através do tempo. 
- Ficção

O programa examina a ficção no audiovisual. A necessidade da narrativa aristotélica que sempre foi buscada e com a qual as pessoas se identificam,  desde antes do cinema.

- Artificiais

Finalmente um programa com dinossauros e monstros. As realidades virtuais,  criadas desde o começo do cinema,  de Méliès ao Senhor dos Anéis,  seja com auxílio de trucagem ou de  3D.

- Experimentais

Numa época de banalização da imagem,  o programa inventaria aqueles que estão repensando,  experimentando e reformulando a linguagem audiovisual. O audiovisual como vanguarda.
- Subterrâneos

Os filmes marginais,  independentes,  caseiros e de fundo de quintal;  feitos da maneira possível. A história que ninguém conhece sobre os filmes que ninguém viu.
- Instantâneos

O programa investiga a invasão avassaladora da internet no audiovisual. A imagem no seu estado mais descartável,  efêmero e acima de tudo instantâneo e espontâneo.

- Populares

Este episódio trata da relação entre o público e o retorno financeiro. O pão e circo na televisão,  as dificuldades do  “cinemão”  e a dúvida:  como ganhar dinheiro com internet?
- Violentos

Tratando o audiovisual como discurso da natureza humana,  tratamos da curiosidade e do desejo do homem pela violência na tela.

- Pornográficos

O erotismo e a pornografia no audiovisual:  dos primeiros registros eróticos dos vaudevilles às mudanças que a indústria pornográfica está fazendo no comportamento sexual.

- Montagem

O episódio trata da importância da montagem no audiovisual. A única ferramenta exclusiva da Sétima Arte e fundamental no processo de  “esculpir o tempo”.

- Sonoros

Finalmente um episódio focado só no Áudio do Visual. Um olhar sobre o som como direção narrativa,  a música como linguagem,  os musicais e videoclipes.

- Reciclados

A saturação da produção audiovisual começa a gerar discussões sobre direitos autorais,  refilmagens,  e histórias que são contadas desde o tempo dos homens das cavernas.

- Interativos

Investigamos o futuro do audiovisual:  o videogame,  a TV digital,  os interativos,  a narrativa construída pelo interactor. O cinema se aproxima do videogame e vice-versa.
- Conclusão - O Futuro do Audiovisual

Este programa reúne todo o material coletado ao longo da série. Tenta responder,  agora indo mais a fundo,  a primeira pergunta da série:  Qual é o futuro do audiovisual?

## Elenco e equipe
| Função               | Pessoa                                                                                                |
| -------------------- | --- |
| Produção             | Matias Mariani (executiva), Cao Hamburger (executiva), Marcelo Monteiro (dir. produção)               |
| Roteiro e Direção    | Paulinho Caruso & Teo Poppovic                                                                        |
| Edição               | Marcelo Junqueira, Andre Albuquerque, Felipe Hassum                                                   |
| Fotografia           | Anderson Capuano                                                                                      |
| Elenco               | Maria Laura Nogueira, Renata Gaspar, Fabio Marcoff, Ricardo "Murphy" Brown, Loco Sosa, Jesus Sanchez, |
| Narração             | Teo Poppovic                                                                                          |
| Música               | Monga Records (acervo) & Sound Design Produções (original)                                            |
| Finalização de Áudio | Pélico & Mattoli @ Sound Design Produções                                                             |
| Arte                 | Maíra Mesquita e Marina Lodi                                                                          |
| Figurino             | Yael Amazonas                                                                                         |
| Realização           | Canal Futura, Primo Filmes e Caos Produções                                                           |